# Sortu
Sortu ('Nacer', 'Surgir' o 'Crear' en euskera) es un partido político cuyo ámbito de actuación son las comunidades autónomas españolas del País Vasco y Navarra, aunque también tiene presencia en el País Vasco francés. Creado en febrero de 2011, ideológicamente se adscribe a la corriente del nacionalismo vasco conocida como izquierda abertzale, y desde su presentación ha sido considerado heredero de la ilegalizada Batasuna. Recoge el bagaje y el capital político de la izquierda abertzale organizada históricamente en otros partidos como Herri Batasuna, Euskal Herritarrok o Batasuna, tomando como base la resolución Zutik Euskal Herria. Es miembro de la federación de partidos Euskal Herria Bildu. En el País Vasco francés forma parte de Euskal Herria Bai.
Sus objetivos, según sus ponencias son "una Euskal Herria libre, socialista, feminista y euskaldún" así como romper con el actual sistema "capitalista y patriarcal, y construir una sociedad totalmente diferente basada en la democracia participativa". En cuanto a Europa, el objetivo es "cambiar la actual Europa basada en intereses capitalistas y hacerla mucho más humana". En su presentación, dijeron que sus sendas a seguir son "la constitución de un Estado vasco en el marco europeo", "encauzar la confianza del espacio político de la izquierda abertzale", y contribuir "alianzas políticas y sociales que sitúen el soberanismo y el independentismo en el carril principal de la sociedad vasca".
Desde su presentación hasta su Congreso fundacional, pasaron dos años debido al trámite judicial que vivió para su legalización. El 23 de marzo de 2011, la Sala Especial del artículo 61 del Tribunal Supremo estimó las demandas de la Abogacía del Estado y del Ministerio Fiscal y denegó la inscripción de Sortu en el Registro de Partidos, por considerarlo sucesor de Batasuna y no desvinculado de la organización terrorista ETA. La decisión fue adoptada por una mayoría de nueve votos contra siete, a diferencia de anteriores decisiones de la Sala Especial del artículo 61, que habían sido tomadas por unanimidad. Finalmente, el 20 de junio de 2012, Sortu fue legalizado por el Tribunal Constitucional, por tan sólo un voto de diferencia, al considerar que la sentencia del Supremo vulneró "el derecho de asociación" de los miembros de Sortu en su vertiente de "libertad de creación de partidos políticos" que recoge el artículo 22 de la Constitución.

## Historia de su legalización

### Contexto político

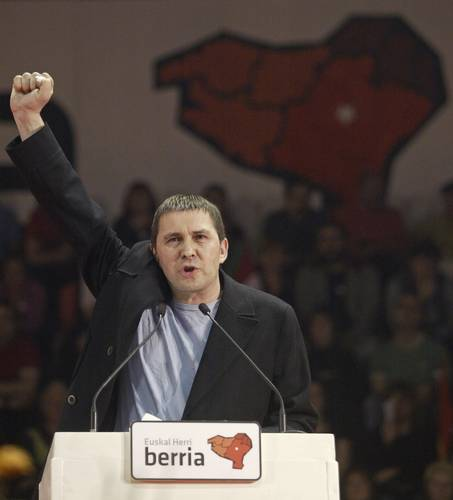
Arnaldo Otegi, quien fuera en su día portavoz de Batasuna, fue elegido secretario general de Sortu en su congreso fundacional.

Tras la ilegalización en España en 2003 de Batasuna (organización considerada como sucesora de Herri Batasuna, la organización histórica de la izquierda abertzale) y Euskal Herritarrok (EH) al amparo de la Ley de Partidos por su vinculación con la banda terrorista ETA, la izquierda abertzale afín a éstas trató de presentarse a las elecciones bajo diversas marcas: Autodeterminaziorako Bilgunea (AuB) (elecciones forales, navarras y municipales de 2003), Herritarren Zerrenda (HZ) (europeas de 2004), Aukera Guztiak (AG) y Partido Comunista de las Tierras Vascas (EHAK) (autonómicas de 2005), Abertzale Sozialisten Batasuna (ASB) y Acción Nacionalista Vasca (ANV) (forales, navarras y municipales de 2007) y Askatasuna y Demokrazia Hiru Milioi (D3M) (autonómicas de 2009). Sin embargo, todas sus listas electorales fueron impugnadas bajo la legislación vigente, excepto las de EHAK y, en parte, ANV.
También apoyó la candidatura de Iniciativa Internacionalista en las europeas de 2009, la cual, aunque prohibida inicialmente por el Tribunal Supremo, fue finalmente autorizada por el Tribunal Constitucional, pero no obtuvo representación. Así pues, en el momento de la fundación de Sortu la única representación institucional de la izquierda abertzale afín a Batasuna estaba en algunos ayuntamientos del País Vasco y Navarra y en las juntas generales de Álava y Vizcaya, a través de ANV.
En otoño del año 2009 la "izquierda abertzale" (entendiéndose como tal el sector de dicha ideología afín a Batasuna) presentó en Alsasua, coincidiendo con el aniversario de la fundación de Herri Batasuna, una declaración denominada Principios y voluntad de la izquierda abertzale, más conocida como Declaración de Altsasu, y un documento denominado Clarificando la fase política y la estrategia que fue sometido a debate. Dicho debate interno se produjo en 254 asambleas en el que participaron un total de 6.467 personas y finalizó con la celebración de asambleas territoriales en Álava, Guipúzcoa, Vizcaya y Navarra. Una vez finalizado el debate, en febrero de 2010 se presentó el documento Zutik Euskal Herria, en el cual se asumían los principios Mitchell para dar salida al conflicto vasco, un "proceso democrático en ausencia de violencia" y la "acumulación de fuerzas soberanistas". En el documento se descartó el uso de la violencia como forma de hacer política apelando a la "lucha de masas, la lucha institucional y la lucha ideológica" como únicas vías, al tiempo que se comprometía en la creación de un nuevo partido político independentista y de izquierdas.
A la presentación del documento le siguió la "Declaración de Pamplona", en la cual la izquierda abertzale apelaba por primera vez a ETA en público, demandándole a esta y al Gobierno español el cumplimiento de la Declaración de Bruselas realizada por varias fundaciones y premios nobel de la paz (entre los cuales, el expresidente sudafricano Frederik de Klerk, el arzobispo Desmond Tutu, y los ex primeros ministros irlandeses, John Hume y Mary Robinson), en la que se pedía un alto el fuego permanente e incondicional que fuera supervisado internacionalmente. El 5 de septiembre de 2010, ETA anunció un cese de las "acciones armadas ofensivas", que fue entendido como un "alto el fuego".
En esta línea, el 20 de junio de 2010, dirigentes de Eusko Alkartasuna (EA) y exmiembros de Batasuna presentaron en Bilbao el acuerdo de bases Lortu Arte (Hasta conseguirlo), firmado entre "EA y la izquierda abertzale" para colaborar por la independencia de Euskal Herria, en el que ratificaban que «el diálogo multipartito debe desarrollarse sobre la base de los "Principios Mitchell"», incluyendo el «compromiso con renunciar al uso de la violencia, y al rechazo a todo intento por otros al uso de la fuerza, o la amenaza de usarla, para intentar influir en el curso o el resultado de las negociaciones multipartitas».
El 16 de enero de 2011, días después de que ETA declarara un alto el fuego "permanente, general y verificable", este acuerdo fue ampliado con la participación de Alternatiba (escisión de Ezker Batua-Berdeak), con el compromiso de largo plazo de que las tres formaciones políticas trabajaran "de manera conjunta y prioritaria" en la "defensa de la soberanía de Euskal Herria", pero desde una perspectiva de izquierdas "que busque una transformación profunda del modelo socio-económico". El acuerdo, denominado Euskal Herria ezkerretik ('Euskal Herria desde la izquierda'), estaba circunscrito a los territorios de Navarra, Vizcaya, Guipúzcoa y Álava, y recogía la intención de "confrontar a la derecha en todos los ámbitos" y generar "alternativas que superen y trasciendan los actuales sistemas de dominación".

### Presentación pública
El 7 de febrero de 2011 finalmente tuvo lugar el acto, organizado por Lokarri, de presentación de los estatutos del nuevo partido impulsado por la izquierda abertzale y presentado por el histórico dirigente abertzale Rufi Etxeberria (antiguo miembro de la Mesa Nacional de HB) y el abogado Iñigo Iruin (senador por HB en 1989, defensor de ANV ante el Tribunal Constitucional y abogado en el caso Lasa y Zabala), en el cual se anuncia que la nueva formación rechazaría el uso de la violencia, incluida la de la banda terrorista ETA, y que cumpliría la ley de partidos. A dicho acto acudieron miembros del PNV, EA, Aralar, Alternatiba, EB y AB (partido nacionalista vasco de Francia), así como de los sindicatos ELA, LAB, STEE-EILAS, ESK, y otras organizaciones como Hiru, además de representantes de CCOO en el País Vasco a título personal. Igualmente, entre los asistentes había numerosas personalidades relacionadas con Batasuna como Joseba Permach, Juan José Petrikorena, Aitor Bezares, Tasio Erkizia, Joseba Álvarez, Txelui Moreno, Pernando Barrena, Marian Beitialarrangoitia, Rafael Díez Usabiaga, Eugenio Etxebeste "Antxon", Karmelo Landa, Itziar Aizpurua y los abogados Jone Goirizelaia y Kepa Landa. El presidente del PSE-EE, Jesús Eguiguren, también fue invitado al acto, pero declinó la invitación.
El 8 de febrero tuvo lugar una rueda de prensa en castellano y en euskera en Bilbao por parte de 10 promotores de Sortu, en la cual reclamaban la legalidad de este, negaban ser la continuidad de formaciones políticas anteriores y afirmaban cumplir la ley de partidos, manifestando asimismo su rechazo a la violencia de ETA, con el compromiso de realizar una aportación para acabar totalmente y para siempre con la violencia de esta, y comprometiéndose con las vías exclusivamente políticas y democráticas para conseguir sus objetivos. Igualmente afirmaron que el ámbito este nuevo proyecto de la izquierda abertzale se circunscribía a las comunidades autónomas del País Vasco y Navarra, y que se trata de "un partido independentista que [pretendía], desde vías exclusivamente políticas y democráticas, avanzar hacia la constitución de un Estado vasco en el marco de la UE", así como "encauzar la confianza del espacio político de la izquierda abertzale", y contribuir "alianzas políticas y sociales que sitúen en soberanismo y el independentismo en el carril principal de la sociedad vasca".

### Ilegalización por el Tribunal Supremo
El 9 de febrero de 2011 se solicitó la inscripción en el Registro de Partidos Políticos del Ministerio de Interior, el cual remitió a la Abogacía y a la Fiscalía del Estado los informes de la Policía Nacional y la Guardia Civil sobre Sortu. Tanto la Abogacía como la Fiscalía del Estado presentaron ante el Tribunal Supremo sendas demandas de ilegalización contra Sortu por su vinculación con Batasuna y ETA, que fueron admitidas a trámite. Los representantes de Sortu presentaron sus alegaciones ante el Supremo y las partes se reunieron en vista pública el día 21 de marzo. La Sala Especial del artículo 61 del Tribunal Supremo acordó el 23 de marzo denegar la inscripción de Sortu como partido político, al considerar que sólo persigue fraudulentamente la continuación de las actividades de la ilegal Batasuna. La decisión no fue unánime ya que, de los 16 magistrados que componen la Sala Especial, siete se opusieron a la ilegalización de Sortu. Los jueces discrepantes consideraron que no cabía "la ilegalización preventiva".

#### Presentación de Bildu
Tras algunas especulaciones, indicios y movimientos que apuntaban a la creación de una coalición electoral que incluyera a la izquierda abertzale, el 3 de abril se presentó públicamente la coalición Bildu formada por Eusko Alkartasuna, Alternatiba e independientes, amparándose en el acuerdo Euskal Herria ezkerretik firmado en enero, y que también recibió el apoyo de Araba Bai (escisión de Aralar en Álava). Aunque en un primer momento las candidaturas de Bildu también fueron impugnadas por el Tribunal Supremo, finalmente el Tribunal Constitucional revocó dicha decisión y Bildu pudo concurrir a las elecciones al Parlamento de Navarra, a las elecciones a las juntas generales del País Vasco y a las elecciones municipales. Sortu no realizó actividad alguna durante la campaña al no haber sido registrado ni constituido como partido político.
El 9 de abril de 2011 tuvo lugar un tiroteo entre dos miembros de ETA y la Gendarmería francesa en la que resultó herido un gendarme, siendo detenidos posteriormente ambos terroristas; la coalición Bildu manifestó su rechazo a estos hechos, tachándolos de un incidente que no rompía el alto el fuego decretado por ETA. Desde la propia izquierda abertzale ilegalizada se emitió un comunicado calificando el tiroteo de "incomprensible", "inaceptable" y "no compatible" con el alto el fuego.
También los promotores de Sortu mostraron su rechazo al tiroteo, mostrando su "rechazo inequívoco y ético a todo tipo de violecia, incluyendo la de ETA y cualquier otra realizada con motivos políticos" y remarcando que "aunque no tengamos una versión fidedigna y veraz sobre la secuencia de los hechos ocurridos, no dudamos en rechazar el tiroteo producido en Francia".

#### Reacciones a la ilegalización de Sortu
Desde Eusko Alkartasuna (EA), su secretario general Pello Urizar consideró claro el rechazo del nuevo partido a la violencia de ETA, descartando razones jurídicas para su ilegalización, y reafirmo el compromiso de su formación en el proceso iniciado por la izquierda abertzale. Por su parte, Jon Abril, vicecoordinador de Aralar, afirmó que el rechazo de la violencia era un gran avance y mostraba su posición favorable a la legalidad del nuevo partido.
Ezker Batua (EB), Alternatiba, Nafarroa Bai e Izquierda Unida de Navarra se mostraron igualmente favorables a la legalidad del nuevo partido; el coordinador de EB, Mikel Arana, afirmó que si se produjera su ilegalización esta sería una decisión política.
Desde Hamaikabat, también favorable a la legalidad del partido, se pidió la disolución del Parlamento Vasco y la convocatoria de elecciones en caso de que la nueva formación fuese legalizada. Propuesta a la que también se sumó el PNV, que demandó su legalidad, mostrándose dispuesto a dialogar con la nueva formación con el fin de alcanzar la desaparición de "cualquier clase de violencia y, en particular la de ETA", así como de contribuir "a la paz, justicia y reconciliación de la sociedad vasca". También Josu Erkoreka por el PNV, señaló que "los pasos que ha dado Batasuna se ajustan a los requerimientos legales y solo por eso debería ser el propio Gobierno quien acordase la inscripción en el registro sin necesidad de enviar el asunto a los tribunales a través de la fiscalía".
Opuestamente, desde el Partido Popular reclamó al Gobierno el cumplimiento de la Ley de Partidos y que se impidiera a "ETA-Batasuna" presentarse a elecciones, considerando a Sortu "la misma Batasuna de siempre"; el único escenario contemplado por el PP, afirmó: "No puede haber otro final que disolverse, entregar las armas, pedir perdón a las víctimas, condenar toda la violencia, no sólo la futura, y someterse al imperio de la ley".
El PSOE afirmó que la condena la de violencia por la nueva formación suponía una mejora de la situación pero que para unos grupos que "han apoyado la violencia más de 25 años, no serán suficientes unas manifestaciones o unos estatutos de un partido". Sin embargo, el presidente del PSE-EE, Jesús Eguiguren consideraba que cumplía las condiciones de la Ley de Partidos para ser legales y que "su apuesta por la política es irreversible en todos los sentidos", mientras que criticaba dicha ley por no establecer "mecanismos para legalizar a los ilegalizados".
Desde UPyD, su portavoz Rosa Díez instó a la ilegalización de Sortu al considerarla "clara heredera de Batasuna y del historial terrorista de ETA".
En cuanto a los demás partidos, la mayoría defendió su legalidad. El coordinador general de IU, Cayo Lara afirmó: "No se puede negar ni retrasar la legalización de una fuerza que cumple las condiciones marcadas por la ley". CiU, ERC, ICV, SI, EUiA, CUP y el BNG también apostaron por la legalidad de Sortu.
La presidenta de la Fundación Víctimas del Terrorismo, Maite Pagazaurtundua, afirmó que el desmarque de la izquierda abertzale de la violencia de ETA era un "avance con trampa" y que el replanteamiento de esta viene dado por su extrema debilidad ante su ilegalidad y la lucha antiterrorista; asimismo, le reprochaba no condenar ni responsabilizarse por los actos pasados cometidos por ETA. La Asociación de Víctimas del Terrorismo pidió al Gobierno que "no pase la pelota a los tribunales" de la ilegalización de la nueva formación abertzale a la Justicia.
El "Grupo Internacional de Contacto", auspiciado en noviembre de 2010 por el experto en conflictos internacionales, Brian Currin, se mostró dispuesto a "promover, facilitar y hacer posible la legalización de Sortu, de acuerdo con lo señalado en la ley española de partidos políticos", y a generar "medidas de confianza" para el desarrollo del proceso de paz "de acuerdo con los principios Mitchell", después de la declaración de alto el fuego por parte de ETA del 10 de enero. En ese sentido apelaron al "liderazgo y arte de gobernar" del Presidente del Gobierno José Luis Rodríguez Zapatero "para asegurar que se le da a Sortu la oportunidad de demostrar su compromiso con la paz y la democracia, especialmente a la luz de la decisión del Tribunal Constitucional de no ilegalizar a Bildu".
En el XVII Encuentro del Foro de São Paulo, celebrado en Managua en mayo de 2011, se aprobó por unanimidad una resolución en la que se apoyaba el "proceso de paz y democrático abierto en el País Vasco", destacando además que la legalización de Sortu "sería un factor positivo".

### Recurso ante el Tribunal Constitucional
Ante la prohibición de inscribirse en el registro de partidos realizada por el Tribunal Supremo por considerarlo una continuación de Batasuna, Sortu recurrió dicha prohibición ante el Tribunal Constitucional. El 15 de abril de 2011 el propio Tribunal Supremo había rechazado un recurso presentado por Sortu contra su ilegalidad, con lo que el 18 de mayo sus promotores interpusieron un recurso de amparo ante el Tribunal Constitucional, que fue admitido a trámite el 20 de junio de 2011.
Tanto la Abogacía del Estado como la Fiscalía pidieron al Constitucional mantener la prohibición sobre Sortu mientras ETA no desaparezca definitivamente, "ya que su legalización supone un riesgo para el Estado democrático". El 22 de mayo de 2012, el Tribunal Constitucional comenzó a analizar el recurso de Sortu contra la decisión del Supremo de prohibir su inscripción como partido político.
Finalmente, el 20 de junio de 2012, un año después de haber sido admitido a trámite su recurso, el pleno del Tribunal Constitucional aprobó con un solo voto de diferencia (seis contra cinco) la legalización de Sortu como partido político. En el fallo en que se anula la sentencia anterior del Tribunal Supremo, el Tribunal Constitucional también advierte que Sortu puede volver a ser ilegalizado si incurre en ciertas conductas como el enaltecimiento del terrorismo, la humillación de las víctimas, la ambigüedad en la condena del terrorismo, los actos de exaltación que equiparen la violencia terrorista con la coacción legítima del Estado de derecho, o la equiparación del sufrimiento de las víctimas con el de los presos de la banda condenados por actos terroristas, entre otras.

#### Reacciones a la revocación de la sentencia del Supremo
El Ministro de Justicia Alberto Ruiz Gallardón expresó la "discrepancia" del gobierno de Mariano Rajoy con la sentencia ("a mí me hubiera gustado que Sortu siguiera siendo ilegal", afirmó), mientras que el PSOE destacó el fallo como "un paso positivo en la normalización política" y como la ratificación de "una realidad que ya existía", en referencia a la participación de la izquierda abertzale en las instituciones (en los municipios y las diputaciones a través de la coalición Bildu y en el Congreso a través de la coalición Amaiur). En el mismo sentido se expresó el Partido Nacionalista Vasco. Por su parte, el líder abertzale Pernando Barrena calificó la decisión del Constitucional como un primer paso: "Hoy, Sortu; mañana los presos vascos a casa".
En la rueda de prensa celebrada al día siguiente de la legalización por el Tribunal Constitucional, Iñigo Iruin, abogado y portavoz de Sortu, pidió la liberación de Arnaldo Otegi y los otros cuatro condenados en el "caso Bateragune" por tratar de reconstruir Batasuna, y anunció la presentación de un recurso ante el Tribunal Constitucional porque, según declaró, "es un hecho notorio que los cinco condenados en el sumario están en el origen de todo el proceso de reflexión del que surge el nuevo proyecto político y organizativo de la izquierda abertzale, que se concretó en Sortu".

## Organización interna
Tras la celebración el 23 de febrero de 2013 de su congreso fundacional, las bases de Sortu eligieron a su consejo de dirección entre los que sobresalían: Arnaldo Otegi, como secretario general; Hasier Arraiz, como presidente; y Pernando Barrena, Amaia Izko y Xabi Larralde, como portavoces. Sin embargo, debido a su encarcelación por el «caso Bateragune», el cargo de secretario general quedó vacante hasta que Otegi salió de prisión el 1 de marzo de 2016.
El 2 de julio de 2016 Sortu inició un proceso de refundación en el que la anterior dirección fue reemplazada por un nuevo equipo, formado por quince militantes y encabezado por Arnaldo Otegi, hasta el siguiente congreso previsto en diciembre.
El 21 de enero de 2017 fue elegida la nueva dirección de Sortu, formada por 29 miembros y encabezada por Arnaldo Otegi, como secretario general, Rufi Etxeberria y los condenados por el «caso Bateragune» Arkaitz Rodríguez, Miren Zabaleta y Sonia Jacinto.
El 17 de junio de 2017 Otegi fue elegido coordinador general de Euskal Herria Bildu, formación en la que está integrado Sortu, por lo que anunció que dejaría la secretaría general al ser incompatibles ambos cargos. Fue sustituido por Arkaitz Rodríguez el 23 de septiembre con el voto favorable del 94% de los militantes. Por su parte, Rafael Díez Usabiaga asumió el cargo de responsable de orientación estratégica de Sortu.
En su tercer congreso, celebrado el 22 de enero de 2022, Arkaitz Rodríguez fue reelegido secretario general, junto con Nuria Alzugarai como secretaria técnica, Oihana San Vicente como responsable de coordinación interna y el exjefe de ETA David Pla como responsable de orientación estratégica. La nueva dirección obtuvo el apoyo del 89% de los votos de la asamblea.